# هلن تانگر
هلن تانگر (انگلیسی: Helen Tanger؛ زادهٔ ۲۲ اوت ۱۹۷۸) قایقران روئینگ اهل پادشاهی هلند است.